# Hankey

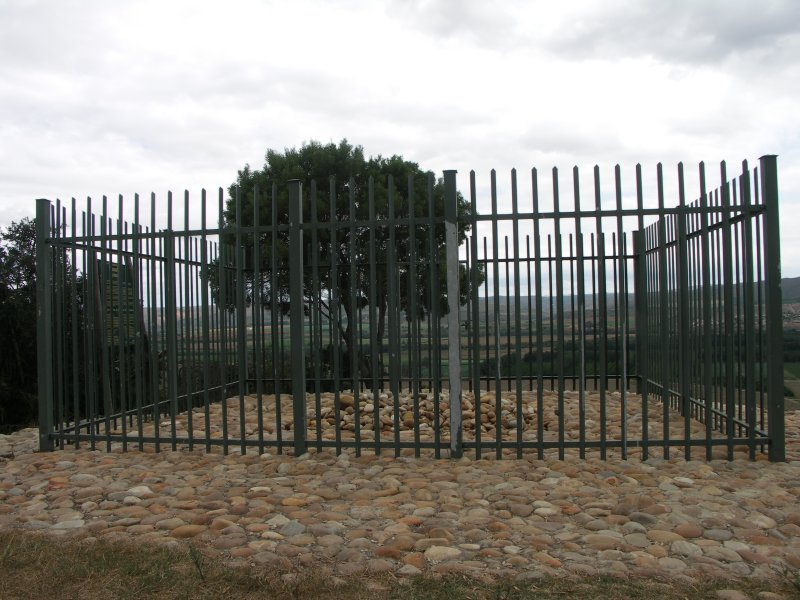
Saartjie Baartmans grav i Hankey.

Hankey är en ort i Östra Kapprovinsen i södra Sydafrika, belägen 65 kilometer väst-nordväst om Port Elizabeth. Folkmängden var 11 761 invånare vid folkräkningen 2011. Hankey är en av tre orter i Gamtoosdalen (de andra är Loerie och Patensie), och är den äldsta av de tre. Den omges av kullar och fruktbar odlingsmark, på vägen mellan Port Elizabeth och världsarvet Baviaanskloof. Vägen passerar även förbi Humansdorp och Patensie.
Hankey är känt för sina fruktodlingar, framför allt apelsiner. Staden är även känd för graven med kvarlevorna av Saartjie Baartman, "Hottentott-Venus", en khoikhoi-kvinna som föddes på orten och visades upp som en kuriositet på olika utställningar i Europa på 1810-talet. Baartmans kvarlevor återbördades 2002 till Hankey, efter att ha legat på Musée de l'Homme i Paris sedan hennes död 1815. I Hankey sägs även världens största solur finnas, 36,4 meter i diameter.